# 自己盗用
自己盗用（じことうよう、英: Self-plagiarism）とは、自分の文書（学術出版、論文、書籍、レポート、申請書など）やデータ、図、表と全く同じもの、あるいは、少し改変したものを、原典の引用なしに、自分で再使用し、発表・文書化する行為である。原則的には盗用とみなされ、研究公正・研究倫理違反とされる。しかし、違反としない人・機関もあり、問題点が多い。

## 用語
自己盗用は、英語で「self-plagiarism」と書く。「盗用」は文字通りの意味では「盗む」行為である。となると、自分のものを自分が「盗む」というのは撞着語法で変である 。概念が成り立たない。「再発表」が適切な用語にも思えるが、本記事では、英語の「self-plagiarism」に対応させ、「自己盗用」を用いた。

## 規定（米国）
以下は、断らない限り、米国を中心とした英語圏の状況である。

### 学術界での規定（米国）
学術界では、大多数の大学教員や研究者は、通常、自分の研究成果を言い換え、焼き直し、少し新しい知見を加え、あちこちの学術誌に何度も発表し、出版する。自分のアイデアと研究成果を可能なかぎり広く伝えたいからである。同じアイデアを10年以上も再発表し、少し違う局面の検討を加え、新しく得られたほんの少しの知見を加え、新しい原著論文（オリジナル論文）として発表する。ゴッホが、ヒマワリの絵を7枚も描いているのと同じで、研究者も、同じモチーフ（アイデア）で、なんども類似の論文を書く。
米国研究公正局（ORI、Office of Research Integrity）は、過去の自分の学術出版、論文、書籍に使ったアイデア・文章・図表・結果を引用しないで自分で再発表しても、研究不正の「盗用」扱いをしない。著者以外の人が引用しないで使用した時だけを盗用としている。もちろん、自己盗用は問題ないという意味ではない。自己盗用で何度も再発表するのは、オーサーシップや研究功績の帰属に関する問題であって、研究公正局としては、それらを不正の対象外とするということである。
しかし、学術界では、過去の自分の学術出版、論文、書籍に使ったアイデア・文章・図表・結果を引用しないで再発表する場合、自分が書いた文書なのに、基本的には、倫理違反の盗用または二重投稿とみなされることが多い。同じ内容の学術出版、論文、書籍をそれと知らずに出版する出版社、買い・読む読者、水増し業績と知らずに評価する研究費審査員や人事審査員にとっては損害だからである。
ただ、倫理違反ではなく、許容される場合もある。程度問題である。ある程度の質（加工）と量を再発表するのは法的（フェアユース、日本では適用されない）にも、倫理的にも許容されている。

### 学会・学術出版での規定（米国）
一部の学会・学術出版には再発表に関する倫理規定がある。
定評ある経営学の国際誌「Journal of International Business Studies」は、「文章を変えたり、引用符で囲って示さなくても、自分の先行研究やアイデアを再発表する時は、必ず引用しなければならない。」と規定している。
計算機科学分野で大きな影響力を持つ国際学会・「Association for Computing Machinery 」(ACM) は盗用規定の中に自己盗用についても解説し、「自分の先行論文を引用しないで、かなりの量の文章を一字一句あるいはほぼ一字一句を使うことを自己盗用と定義する」としている。
しかし、多くの学会・学術出版には自己盗用に関する倫理規定を設けていない。
アメリカ政治学会は、1903年に設立された国際的な政治学者の学会だが、倫理規定の中で、盗用について次のように記述している。「7条1項　盗用は他人の成果を意図的に自分のものすること。21条　学位論文の一部または全部を出版する時は、以下の規則を適用する。21条1項　必ずしも出典の感謝表明をする倫理義務はない。」。つまり、盗用の規定はあるが、自分の成果を再発表する自己盗用には何も触れていない。ただ、学位論文を出版する時は、学位論文を引用する必要はないと記述しているので、自己盗用を違反視していない。
アメリカ行政学会の「American Society for Public Administration」(ASPA)は、倫理規定に盗用の言葉はあるが解説もしていなければ、自分の成果を再発表する自己盗用には何も触れていない。

### 許容要件（米国）

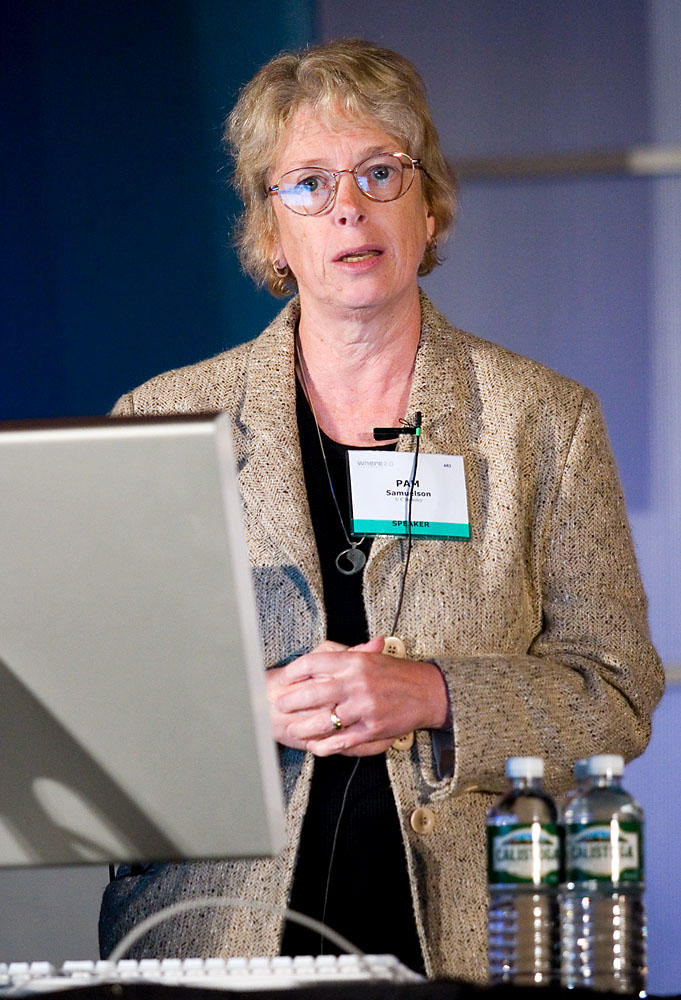
カリフォルニア大学バークレー校のパメラ・サムエルソン(:en:Pamela Samuelson）教授。2005年の学会講演

カリフォルニア大学バークレー校法律・情報マネージメント教授のパメラ・サムエルソン(en:Pamela Samuelson）は、知的財産を専門とし、盗用や自己盗用に関する法的、倫理的規制の権威である。彼女は、1994年に、自己盗用で再発表する際、許容される要件は以下の通りだと述べている。
1. 先行成果は、新しい文書の中の新発見の土台になっていなければならない。
2. 先行成果は　新しい文書の新しい証拠や議論のために再記述されなければならない。
3. 新たな読者・聴衆は、以前、先行成果を伝えた読者・聴衆とは大きく異なり、同じ内容の研究結果を伝えても、重複せず、また、新たな読者・聴衆に伝えるためには、同じ内容の文書を別の場・雑誌で発表をしなければならない場合。
4. 最初の文章がとても良く書けていて、次回の文書で、文章を大きく変える意味がない場合。